# Contea di Crittenden (Arkansas)
La contea di Crittenden, in inglese Crittenden County, è una contea dello Stato dell'Arkansas, negli Stati Uniti. La popolazione al censimento del 2000 era di 50 886 abitanti. Il capoluogo di contea è Marion. Il nome le è stato dato in onore a Robert Crittenden (Versailles, Kentucky, 1º gennaio 1797 – Vicksburg, 18 dicembre 1834), primo segretario del territorio dell'Arkansas.

## Geografia fisica
La contea si trova nella parte orientale dell'Arkansas. L'U.S. Census Bureau certifica che l'estensione della contea è di 1649 km², di cui 1580 km² composti da terra e i rimanenti 69 km² composti di acqua.

### Contee confinanti
- Contea di Mississippi (Arkansas) - nord-est
- Contea di Tipton (Tennessee) e Contea di Shelby (Tennessee) - est
- Contea di DeSoto (Mississippi) - sud-est
- Contea di Tunica (Mississippi) - sud
- Contea di Lee (Arkansas) - sud-ovest
- Contea di St. Francis (Arkansas) e Contea di Cross (Arkansas) - ovest
- Contea di Poinsett (Arkansas) - nord-ovest

### Principali strade ed autostrade
- Interstate 40
- Interstate 55
- Interstate 555
- U.S. Highway 61
- U.S. Highway 63
- U.S. Highway 64
- U.S. Highway 70
- U.S. Highway 79
- Highway 38
- Highway 42
- Highway 50
- Highway 77
- Highway 147

## Storia
La Contea di Crittenden venne costituita il 22 ottobre 1825.

## Città e paesi
- Anthonyville
- Crawfordsville
- Earle
- Edmondson
- Gilmore
- Horseshoe Lake
- Jennette
- Jericho
- Marion
- Sunset
- Turrell
- West Memphis